# Son Reus
Son Reus és una possessió del terme municipal de Palma, Mallorca, que és situada al pla de Sant Llorenç, prop de la carretera de Sóller, entre les possessions de Son Serra, Son Amar, el Rafalot, Son Frau i Son Bibiloni. S'estén per la part de tramuntana de Palma, fins a arribar als confins dels termes de Bunyola i de Marratxí. Des d'antic, les seves terres foren regades amb aigua procedent de la font de Mestre Pere, l'ullal de la qual neix a la possessió de la Cabana dels Frares, a la partió dels termes de Palma, Valldemossa i Bunyola.
La documentació més antiga indica que poc després de la conquesta de Mallorca pertanyia a Joan Abennat. Cap a finals del segle xv o principis del XVI, era de la família Tornamira. A la primera meitat del segle xvi, n'era propietari Miquel Puig. El 1547, Bernadina Viana, viuda de Miquel Puig, i el seu fill, Rafel Puig Viana, establiren al mercader Joan Reus la possessió, del quan en prengué el nom.
El 1933, Joan Marquès Luigi i Lluís Mulet Ferragut resolgueren partir-se Son Reus. Formaren dos lots d'igual valor, tot i que de diferent capacitat, un denominat Son Reus de Dalt, que se l'adjudicà Joan Marquès Luigi, i l'altre Son Reus de Baix, que se l'adjudicà Lluís Mulet Ferragut.
El 1975 l'Ajuntament de Palma adquirí Son Reus de Baix per instal·lar-hi un abocador on s'havien de concentrar els fems que produïa el terme de Ciutat. La concessió d'aquesta explotació fou adjudicada a l'Empresa Municipal d'Aigua i Clavegueram (EMAYA). El 1979, hi començà a funcionar una incineradora i, el 1983, un abocador d'alta densitat. El 1992, es clausurà la incineradora de Son Reus i el Consell Insular de Mallorca atorgà a l'empresa Tirme S.A. la construcció d'una nova incineradora on s'havien de cremar tots els fems de Mallorca, que entrà en funcionament el 1997, amb capacitat per cremar 300.000 tones de fems a l'any. L'Ajuntament cedí 80.000 m² per construir la incineradora i EMAYA continua gestionant l'abocador. El 2000, Elionor Matas Julià i els seus fills vengueren Son Reus de Dalt a Tirme SA.

## Construccions
Les cases de Son Reus de Baix estan formades per un conjunt de cossos articulats entorn de la clastra rectangular, tancada per gregal per un alt mur que la separa de Son Reus de Dalt. La façana principal, orientada a llebeig, presenta tres plantes d'alçat: planta baixa, pis i porxo. Mostra clarament les quatre crugies de l'edifici amb l'exteriorització dels blocs de marès. El portal forà, d'arc rebaixat adovellat, està descentrat respecte de l'eix de simetria. Té dues finestres a l'esquerra i quatre a la dreta, una de les quals és balconera. Al primer pis, hi ha sis finestres balconeres. Al segon pis, hi destaca la llotja, formada per una galeria de tres arcs amb balustrada, amb una finestra balconera a cada costat, tot construït sobre una base de pedra de marès, a diferència del parament exterior de la resta de la façana, que és de pedra en verd sense cap mena d'arrebossat. Es tracta, en general, d'una façana molt regular. La coberta és de teulada a la primera crugia i a la darrera, plana a la tercera i de terrat a la segona. Aquesta terrassa està tancada amb una balustrada de pedra de marès i presenta una curiosa torreta de marès emmerletada. A la clastra es pot accedir des de l'interior de l'habitatge, per un vestíbul, o bé per la seva façana de mestral, per un portal allindanat a l'extradós i rebaixat a l'intradós, que dona accés, primer, a un vestibulet amb coberta de volta de canó. A les façanes que donen a la clastra es fa més perceptible l'estat de deteriorament del conjunt.
Davant la façana principal s'estén un hortet amb arbres fruiters, tancat de paret pels quatre costats amb decoració de merlets punxeguts, la majoria en mal estat de conservació, desmuntats o desapareguts. A l'esquerra de l'edifici hi ha les dependències agropecuàries, la majoria d'una sola planta, algunes més recents (fetes de marès) i altres més antigues (de pedra en verd). Es conserven tres aljubs de forma cilíndrica, on s'emmagatzemava l'aigua que rebia de la font de Mestre Pere, i fragments de síquies.
Son Reus de Dalt té un conjunt de construccions disseminades pels seus terrenys. El bloc principal el conforma un cos de planta rectangular, amb parets mestres de pedra de marès l'aiguavés de davant i pedra en verd el de darrere, amb coberta de dues vessants amb teula àrab. L'aiguavés de darrere continua una mica més pel costat dret. La façana principal, orientada a xaloc, té el portal forà, d'arc rodó adovellat, sobre el qual hi ha una finestra balconera amb balustrada. Hi ha una obertura més en planta baixa i una altra al pis. La resta de cossos són, majoritàriament, d'una sola planta i d'un aiguavés, es troben en estat d'abandonament i amenacen ruïna. Hi ha un safareig.